# Ronda
Ronda er en by og kommune i det sydlige Spanien i provinsen Málaga. Den har et indbyggertal på 33.451 (2024) indbyggere, er en af landets ældste byer og regnes som tyrefægtningens vugge.

## Geografi
Fra Ronda til Málaga ved Middelhavet er der ca 100 km. Byen ligger på en højslette, 750 m.o.h. og den 120 meter dybe kløft El Tajo deler byen i to, den ældre og mauriske bydel La Ciudad og den yngre El Mercadillo.
Der er tre broer over kløften, Puente Nuevo (Den nye bro) fra 1793, Puente Viejo (Den gamle bro) fra 1616 og Puente Romano fra romertiden. Puente Nuevo er et flot bygningsværk og et velbesøgt turistmål, hvorfra der er en spektakulær udsigt over den dybe kløft.

## Tyrefægtning
I Ronda findes den ældste tyrefægterarena i Spanien, Plaza de Toros de Ronda. Den er bygget i neoklassisk stil i 1785 af arkitekten José Martín de Aldehuela, som også var arkitekt på broen Puento Nuevo.

## Galleri
- Den store kløft med Puente Nuevo
- Et kig ind i tyrefægterarenaen, som er Spaniens ældste
- Plaza del Socorro
- P.S. Krøyer, Bro over klippekløft. To ridende figurer. Ronda, 1878